# ARC STYLE
ARC STYLE（アークスタイル）は、ニンテンドーDSiウェアおよびニンテンドー3DS用ダウンロードソフトとして配信されているアークシステムワークスのゲームソフトのシリーズ。

## シリーズ一覧

### ニンテンドーDSiウェア
- ARC STYLE: さっかー!（2010年6月16日）
  - 4人制サッカーゲーム
- ARC STYLE: リズミックス（2010年6月23日）
  - 初心者向けシンセサイザーソフト
- ARC STYLE: 三国志タワーディフェンス〜銅牆鉄壁〜（2010年7月28日）
  - タワーディフェンスゲーム
- ARC STYLE: 絶叫原始人 サムの大冒険（2010年8月25日）
  - 横スクロールアクションゲーム
- ARC STYLE: フロジャンプッ!! ギルティギア外伝!?[1]（2010年9月1日）
  - 横スクロールアクションゲーム
- ARC STYLE: ロボットレスキュー 〜トラップだらけの迷路パズル〜（2010年9月22日）
  - 脱出パズル
- ARC STYLE: 突撃!キャッスルアタッカーズ（2010年11月17日）
  - リアルタイムストラテジーゲーム
- ARC STYLE: ジュラシックワールド（2010年11月24日）
  - リアルタイムストラテジーゲーム

### ニンテンドー3DS
- ARC STYLE: さっかー!!3D／英名：ARC STYLE: SOCCER 3D[2] ／ ARC STYLE: Football 3D[3]（ 2011年6月7日[4]、 2012年3月29日[5]、 2013年8月22日[5]）
  - 6人制サッカーゲーム
- ARC STYLE: Jazzy BILLIARDS 3D Professional（2011年8月10日[6]）
  - ビリヤードゲーム
- ARC STYLE: ソリティア／英名：ARC STYLE: Solitaire[7]（ 2011年10月19日[8]、 2014年1月30日[9]）
  - トランプゲーム
- ARC STYLE: シンプル麻雀3D（2011年11月30日[10]）
  - テーブルゲーム
- ARC STYLE: スパイダーソリティア（2012年1月25日[11]）
  - トランプゲーム
- ARC STYLE: 三国志Pinball（2012年4月25日[12]）
  - ピンボールゲーム
- ARC STYLE: フリーセル（2012年5月30日[13]）
  - トランプゲーム
- ARC STYLE: 野球!!3D／英名：Arc Style: Baseball 3D[14]（ 2012年7月11日[15]、 2014年5月15日[16]、 2014年10月30日[16]）
  - 野球ゲーム
- ARC STYLE: 女子サッカー!!3D（2012年7月25日[17]）
  - 女子サッカーゲーム
- ARC STYLE: ハッピーオーシャン（2013年3月6日[18]）
  - シミュレーションゲーム
- ARC STYLE: さっかー!!2014（2014年5月14日[19]）
  - 6人制サッカーゲーム

### Wii U
- ARC STYLE: 野球!!SP（2013年9月18日[20]）
  - 野球ゲーム